# Unibórz (przystanek kolejowy)
Unibórz – nieczynny przystanek kolejowy w Uniborzu, w powiecie kamieńskim, w województwie zachodniopomorskim, w Polsce.